# St. Jakobus der Ältere (Unterotterbach)

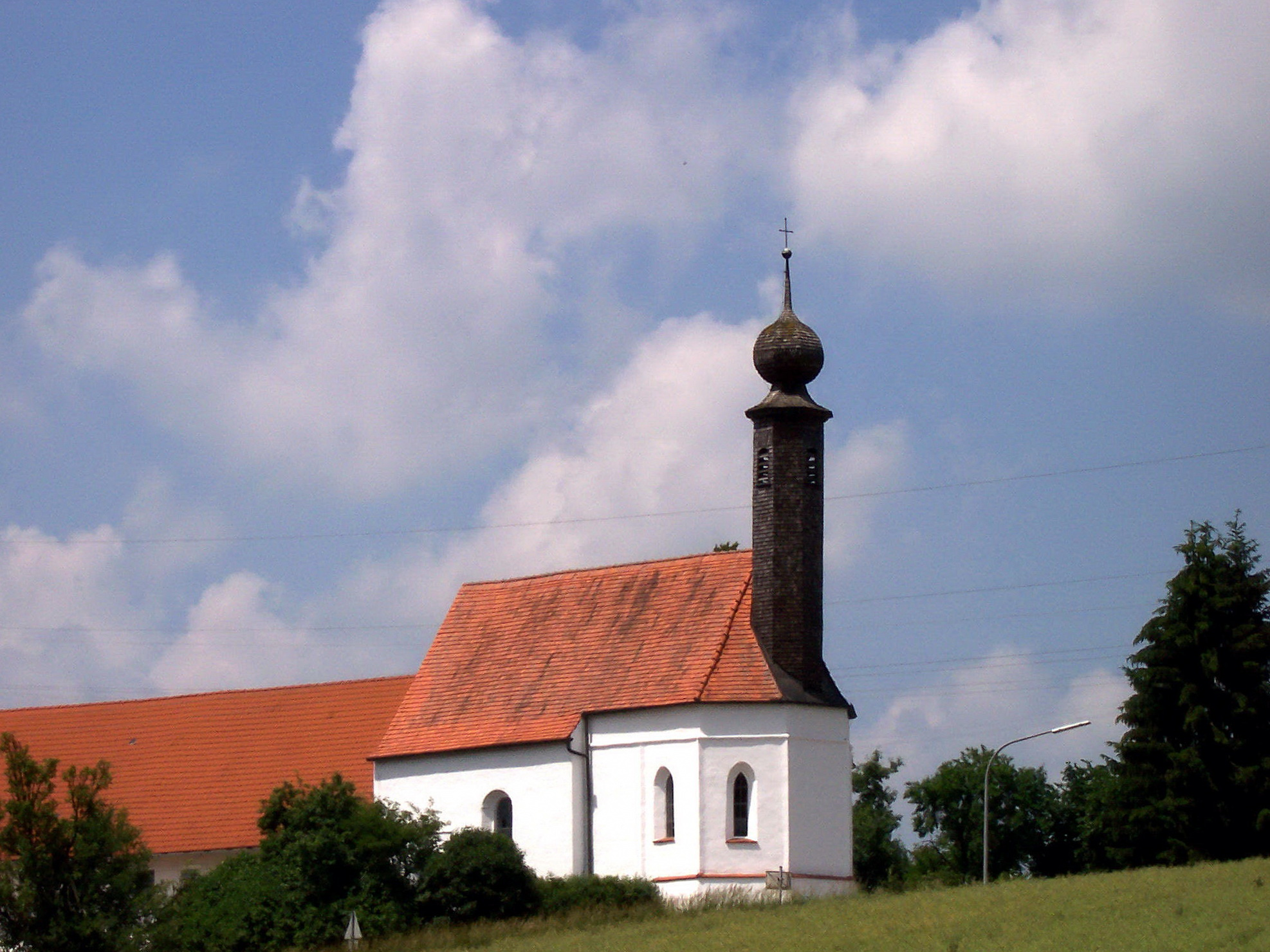
Außenansicht der Nebenkirche St. Jakobus der Ältere von Südosten

Die römisch-katholische Nebenkirche St. Jakobus der Ältere in Unterotterbach, einem Gemeindeteil der Stadt Rottenburg an der Laaber im niederbayerischen Landkreis Landshut, ist eine kleine, spätgotische Saalkirche mit Dachreiter, die wohl Ende des 15. Jahrhunderts erbaut wurde. Das Langhaus wurde später verändert. Im Jahr 1559 wurde die Filial S. Jakob zu Niederötterbach erstmals urkundlich erwähnt. Die Kirche weist einige bauliche Gemeinsamkeiten mit der rund zwei Kilometer östlich gelegenen Nebenkirche St. Johannes der Täufer in Stein auf.
Das Gotteshaus mit dem Patrozinium des heiligen Jakobus des Älteren (Gedenktag: 25. Juli) ist als Baudenkmal mit der Nummer D-2-74-176-67 beim Bayerischen Landesamt für Denkmalpflege eingetragen. Kirchlich gesehen ist Unterotterbach Teil der Pfarrei St. Georg in Rottenburg.

## Architektur

### Außenbau
Die nach Osten ausgerichtete Saalkirche umfasst einen leicht eingezogenen Chor mit einem Joch und einem Fünfachtelschluss sowie ein Langhaus mit einer Fenster- und einer Portalachse. Beide Baukörper sind unter einem gemeinsamen Satteldach vereinigt. Der Chor wird durch schwache Dreieckslisenen und ein Friesband unter dem Dach gegliedert. Im Chorschluss befinden sich – mit Ausnahme des Scheitels – spätgotische Spitzbogenfenster mit Schräggewände und Nasen. Die Langhausfenster sind barock und schließen im leicht eingezogenen Rundbogen. Auf der Südseite des Langhauses ist in einer rechteckigen Mauerverstärkung das spitzbogige Portal mit doppelt gefastem Gewände angeordnet.
Über dem Chorscheitel erhebt sich ein schlanker, achtseitiger Dachreiter mit Schindelverkleidung und schindelgedeckter Zwiebelkuppel.

### Innenraum
Der Chor wird von einem spätgotischen Netzrippengewölbe überspannt, das auf schwachen, gefasten Wandpfeilern und spitzen Schildbögen ruht. Die gekehlten, an den Stegen abgeschrägten Rippen entspringen aus kleinen, profilierten Polygonkonsolen, deren Seiten konkav eingezogen sind, und laufen auf zwei Schlusssteine am Gewölbescheitel zu. Bei dem einen handelt es sich um einen einfachen, runden Schlussstein. Der andere hingegen ist rechteckig und gerahmt, wobei der Rahmen im Eselsrücken schließt. Darauf ist im Relief das Haupt des Kirchpatrons Jakobus.
Den Übergang zwischen Chor und Langhaus vermittelt ein rundbogig veränderter Chorbogen. Das Langhaus besitzt eine Flachdecke. Das Mauerwerk des Schiffs ist innen unregelmäßig abgesetzt. Der obere Teil des Mauerwerks entstand später, vermutlich während der Barockzeit.

## Ausstattung
Der Hochaltar baut auf einem gemauerten, spätgotischen Stipes aus der Erbauungszeit der Kirche auf, der genau mit dem in der nahen Kirche von Stein übereinstimmt. Darauf erhebt sich ein barocker Aufbau mit vier Rundsäulen, seitlichen Akanthusranken und Aufsatz, der wohl im frühen 18. Jahrhundert entstanden ist. Auch dieser ist wie in Stein ausgeführt. Das Altarblatt mit einer Darstellung des Kirchenpatrons Jakobus wurde 1850 von dem Rottenburger Maler J. Stoiber geschaffen. Das Oberbild, das die Kreuzigung Christi zeigt, dürfte gleichzeitig mit dem Altar entstanden sein.
Die einfache, spätgotische Kanzel stammt ebenfalls noch aus der Erbauungszeit der Kirche. Der Unterbau und der polygonale Korpus sind aus Backsteinen gemauert und werden von einem Gesims getrennt. An der Wange des Treppenaufgangs ist eine Griffleiste angebracht, deren Profil mit dem der Gewölberippen übereinstimmt.